# Sazeret
Sazeret – miejscowość i gmina we Francji, w regionie Owernia-Rodan-Alpy, w departamencie Allier.

## Demografia
Według danych na rok 1990 gminę zamieszkiwały 153 osoby, a gęstość zaludnienia wynosiła 9 osób/km². W styczniu 2015 r. Sazeret zamieszkiwało 169 osób, przy gęstości zaludnienia wynoszącej 9,4 osób/km².